# Мыс Ныврово
Мыс Ныврово или Ныврово — упразднённое село в Охинском районе Сахалинской области. На момент упразднения входило в состав Москальвинского сельсовета. Исключено из учётных данных не ранее 2004 года.

## География
Располагалось на полуострова Шмидта на берегу Северного залива Охотского моря, в усть реки Ныврово и пролива соединяющего Северный залив и залив Куэгда, на расстоянии приблизительно в 84 км (по прямой) к северо-западу от города Оха.

## История
Возникло в 1930-е годы году. По данным на 1937 год колхоз Ныврово являлся административным центром Нывровского сельсовета Охинского района. 
С 1978 года в 2 км к северо-востоку от села, в устье ручья Той, действует метеорологическая станция и морской пост Ныврово. 
Постановлением Администрации Сахалинской области от 17.06.2004 № 84-па посёлок Мыс Ныврово преобразован в село.

## Население
| 1937 | 2002 |
| ---- | ---- |
| 215  | ↘2   |

Согласно результатам переписи 2002 года, в национальной структуре населения нивхи составляли 100 %.